# Arnošt August I. Sasko-Výmarsko-Eisenašský
Arnošt August I. Sasko-Výmarsko-Eisenašský (19. dubna 1688, Výmar – 19. ledna 1748, Eisenach) byl sasko-výmarským vévodou a od roku 1741 vévodou sasko-výmarsko-eisenašským.

## Život
Arnošt August se narodil jako druhý, ale nejstarší přeživší syn vévody Jana Arnošta III. Sasko-Výmarského a jeho první manželky Žofie Augusty Anhaltsko-Zerbstské.
Po smrti svého otce v roce 1707 se stal spoluvládcem sasko-výmarského vévodství se svým strýcem Vilémem Arnoštem, jeho titul byl však pouze nominální a skutečným vládcem vévodství byl Vilém Arnošt. Teprve když Vilém Arnošt v roce 1728 zemřel, začal Arnošt August skutečně uplatňovat svou autoritu v Sasko-Výmarsku.

### Excesy
Arnošt August byl nádheru milující vládce, a jeho extravagance přispěla ke konečnému finančnímu krachu jeho vévodství. Zoufale potřeboval finanční prostředky a uchýlil se k praxi bezdůvodného zatýkání bohatých poddaných a osvobodil je až poté, co se vzdali svého bohatství ve prospěch vévody nebo zaplatili přemrštěné výkupné. Některé z obětí, které považovaly toto chování za nezákonné, vznesly žalobu na vévodu u císařského dvora ve Vídni nebo u císařského odvolacího soudu ve Wetzlaru. Arnošt August prohrál veškerá soudní řízení zahájená proti němu. Proces trval mnoho let a nakonec vedl k bankrotu vévodství.
Vévoda udržoval stálou armádu, která byla nepřiměřeně velká vzhledem k populaci i finančním zdrojům vévodství. Někteří vojáci byli pronajímáni do služeb saského kurfiřtství nebo císaře Svaté říše římské. Mánie Arnošta Augusta pro stavebnictví vedla ke stavbě Kleinode, malého zámku Belvedere a rokokového zámku v Dornburgu, přepychového vévodova sídla. Jeho vášeň pro lov byla rovněž extravagantní; když zemřel, zanechal po sobě Arnošt August 1100 psů a 373 koní. Vévoda si udržoval stálý "harém", ve kterém se jeho touhám věnovaly dvě ušlechtilé "dvorní dámy" (Ehrenfräulein) a tři "pokojské" (Kammerfrauen).

### Manželství a potomci
24. ledna 1716 se sedmadvacetiletý vévoda v Nienburgu oženil s o osm let mladší princeznou Eleonorou Vilemínou, nejstarší dcerou prince Emanuela Lebrechta Anhaltsko-Köthenského. Manželé spolu měli osm dětí:
- Vilém Arnošt Sasko-Výmarský (4. července 1717 – 8. června 1719)
- Vilemína Augusta Sasko-Výmarská (4. července 1717 – 9. prosince 1752)
- Jan Vilém Sasko-Výmarský (10. ledna 1719 – 6. prosince 1732)
- Šarlota Anežka Sasko-Výmarská (4. prosince 1720 – 15. října 1724)
- Johana Eleonora Sasko-Výmarská (2. prosince 1721 – 17. června 1722)
- Ernestina Albertina Sasko-Výmarská (28. prosince 1722 – 25. listopadu 1769), ⚭ 1756 hrabě Filip II. ze Schaumburg-Lippe (5. července 1723 – 13. února 1787)
- Bernardina Kristýna Sasko-Výmarsko-Eisenašská (5. května 1724 – 5. června 1757), ⚭ 1744 Jan Fridrich Schwarzbursko-Rudolstadtský (8. ledna 1721 – 10. července 1767)
- Emanuel Fridrich Sasko-Výmarský (19. prosince 1725 – 11. června 1729)

Po smrti první manželky v roce 1726 se rozhodl, že se již neožení a bude žít tiše se svými dvorními dámami a komorními ženami. V roce 1732 se však situace náhle změnila; jeho jediný přeživší syn, dědičný princ Jan Vilém, zemřel. Proto bylo nutné, aby si našel novou manželku a zplodil syny, aby udržel dynastii.
7. dubna 1734 se pětačtyřicetiletý vdovec v Bayreuthu oženil s o pětadvacet let mladší princeznou Žofií Šarlotou, dcerou markraběte Jiřího Fridricha Karla Braniborsko-Bayreuthského. S touto manželkou zplodil čtyři děti:
- Karel August Evžen Sasko-Výmarský (1. ledna 1735 – 13. září 1736)
- Arnošt August II. Sasko-Výmarsko-Eisenašský (2. června 1737 – 28. května 1758) ⚭ 1756 Anna Amálie Brunšvicko-Wolfenbüttelská (24. října 1739 – 10. dubna 1807)
- Ernestina Sasko-Výmarská (4. ledna 1740 – 10. června 1786) ⚭ 1758 vévoda Arnošt Fridrich III. Sasko-Hildburghausenský (10. června 1727 – 23. září 1780)
- Arnošt Adolf Felix Sasko-Výmarský (23. ledna 1741 / 1742 – 1743)

Vévoda měl také nemanželského syna s Friederike von Marschall:
- Arnošt Fridrich (1731–1810), baron von Brenn

### Sasko-výmarsko-eisenašské vévodství a absolutismus
V roce 1741 vymřela smrtí vévody Viléma Jindřicha Sasko-Eisenašského sasko-eisenašsko-jenská větev rodu. Jako jediný mužský příbuzný posledního vévody zdědil Arnošt August jeho statky. Jedním z mála moudrých rozhodnutí vévody bylo ustanovení Primogenitury v Sasko-Výmarsku; to zastavilo dělení zemí, ke kterému mohlo v budoucnu dojít. Od roku 1741 přijalo vévodství název Sasko-výmarsko-eisenašské vévodství. Nový stát se skládal ze dvou větších oblastí kolem dvou oficiálních rezidencí ve Výmaru a Eisenachu, které nebyly propojeny, a menších částí oblastí a měst mezi nimi.
Připojení Sasko-Eisenachu bylo pro lov milujícího vévodu příznivé; v eisenašském regionu vlastnil velkou řadu lesů, které se mu zdály vhodné k lovu. Dědičného prince zanechal ve Výmaru na zámku Belvedere pod opatrovnictvím jeho dvorního maršála a natrvalo se odstěhoval do Eisenachu. Poté vévoda zřídka žádal o svého syna a posílal nesmyslné písemné pokyny z Eisenachu do Výmaru, aby dohlížel na vzdělání svého syna. Dědičný princ svého otce naposled viděl v roce 1743.
Arnošt August se v Sasko-Výmaru pokusil realizovat absolutismus podle francouzského modelu. Ratskollegium - poradní orgán vytvořený šlechtici - byl rozpuštěn. V roce 1746 občané Eisenachu představili vévodovi memorandum s podrobnostmi o národních výsadách, v němž byl odsouzen za neustálé porušování tradičních práv. Gesto prokázalo, že občané vévodství se brání zavedení absolutismu, takže politika, kterou Arnošt August plánoval, nešlo zcela provést. Vévodova smrt zabránila strašnému sporu mezi sasko-výmarskými šlechtici a občany Eisenachu.
Arnošt August zemřel 19. ledna 1748 ve věku 59 let a zanechal po sobě finančně zničené vévodství a nezletilého následníka.

## Vývod z předků
|                                            |                                                    |  |                         |                                            |  |  |  |  |  |  |  | Jan II. Sasko-Výmarský |
|                                            |                                                    |  |                         |                                            |  |  |  |  |  |  |  |                        |
|                                            | Vilém Sasko-Výmarský                               |  |                         |                                            |  |  |  |  |  |  |  |                        |
|                                            |                                                    |  |                         |                                            |  |  |  |  |  |  |  |                        |
|                                            |                                                    |  |                         | Dorotea Marie Anhaltská                    |  |  |  |  |  |  |  |                        |
|                                            |                                                    |  |                         |                                            |  |  |  |  |  |  |  |                        |
|                                            | Jan Arnošt II. Sasko-Výmarský                      |  |                         |                                            |  |  |  |  |  |  |  |                        |
|                                            |                                                    |  |                         |                                            |  |  |  |  |  |  |  |                        |
|                                            |                                                    |  |                         | Jan Jiří I. Anhaltsko-Desavský             |  |  |  |  |  |  |  |                        |
|                                            |                                                    |  |                         |                                            |  |  |  |  |  |  |  |                        |
|                                            | Eleonora Dorotea Anhaltsko-Desavská                |  |                         |                                            |  |  |  |  |  |  |  |                        |
|                                            |                                                    |  |                         |                                            |  |  |  |  |  |  |  |                        |
|                                            |                                                    |  |                         | Dorotea Falcko-Simmernská                  |  |  |  |  |  |  |  |                        |
|                                            |                                                    |  |                         |                                            |  |  |  |  |  |  |  |                        |
|                                            | Jan Arnošt III. Sasko-Výmarský                     |  |                         |                                            |  |  |  |  |  |  |  |                        |
|                                            |                                                    |  |                         |                                            |  |  |  |  |  |  |  |                        |
|                                            |                                                    |  |                         | Alexandr Šlesvicko-Holštýnsko-Sonderburský |  |  |  |  |  |  |  |                        |
|                                            |                                                    |  |                         |                                            |  |  |  |  |  |  |  |                        |
|                                            | Jan Kristián Šlesvicko-Holštýnsko-Sonderburský     |  |                         |                                            |  |  |  |  |  |  |  |                        |
|                                            |                                                    |  |                         |                                            |  |  |  |  |  |  |  |                        |
|                                            |                                                    |  |                         | Dorotea Schwarzbursko-Sondershausenská     |  |  |  |  |  |  |  |                        |
|                                            |                                                    |  |                         |                                            |  |  |  |  |  |  |  |                        |
|                                            | Kristýna Alžběta Šlesvicko-Holštýnsko-Sonderburská |  |                         |                                            |  |  |  |  |  |  |  |                        |
|                                            |                                                    |  |                         |                                            |  |  |  |  |  |  |  |                        |
|                                            |                                                    |  |                         | Antonín II. z Oldenburg-Delmenhorstu       |  |  |  |  |  |  |  |                        |
|                                            |                                                    |  |                         |                                            |  |  |  |  |  |  |  |                        |
|                                            | Anna z Oldenburg-Delmenhorstu                      |  |                         |                                            |  |  |  |  |  |  |  |                        |
|                                            |                                                    |  |                         |                                            |  |  |  |  |  |  |  |                        |
|                                            |                                                    |  |                         | Sibyla Alžběta Brunšvicko-Dannenberská     |  |  |  |  |  |  |  |                        |
|                                            |                                                    |  |                         |                                            |  |  |  |  |  |  |  |                        |
| Arnošt August I. Sasko-Výmarsko-Eisenašský |                                                    |  |                         |                                            |  |  |  |  |  |  |  |                        |
|                                            |                                                    |  |                         |                                            |  |  |  |  |  |  |  |                        |
|                                            |                                                    |  | Jáchym Arnošt Anhaltský |                                            |  |  |  |  |  |  |  |                        |
|                                            |                                                    |  |                         |                                            |  |  |  |  |  |  |  |                        |
|                                            | Rudolf Anhaltsko-Zerbstský                         |  |                         |                                            |  |  |  |  |  |  |  |                        |
|                                            |                                                    |  |                         |                                            |  |  |  |  |  |  |  |                        |
|                                            |                                                    |  |                         | Eleonora Württemberská                     |  |  |  |  |  |  |  |                        |
|                                            |                                                    |  |                         |                                            |  |  |  |  |  |  |  |                        |
|                                            | Jan VI. Anhaltsko-Zerbstský                        |  |                         |                                            |  |  |  |  |  |  |  |                        |
|                                            |                                                    |  |                         |                                            |  |  |  |  |  |  |  |                        |
|                                            |                                                    |  |                         | Jan VII. Oldenburský                       |  |  |  |  |  |  |  |                        |
|                                            |                                                    |  |                         |                                            |  |  |  |  |  |  |  |                        |
|                                            | Magdaléna Oldenburská                              |  |                         |                                            |  |  |  |  |  |  |  |                        |
|                                            |                                                    |  |                         |                                            |  |  |  |  |  |  |  |                        |
|                                            |                                                    |  |                         | Alžběta Schwarzbursko-Blankenburská        |  |  |  |  |  |  |  |                        |
|                                            |                                                    |  |                         |                                            |  |  |  |  |  |  |  |                        |
|                                            | Žofie Augusta Anhaltsko-Zerbstská                  |  |                         |                                            |  |  |  |  |  |  |  |                        |
|                                            |                                                    |  |                         |                                            |  |  |  |  |  |  |  |                        |
|                                            |                                                    |  |                         | Jan Adolf Holštýnsko-Gottorpský            |  |  |  |  |  |  |  |                        |
|                                            |                                                    |  |                         |                                            |  |  |  |  |  |  |  |                        |
|                                            | Fridrich III. Holštýnsko-Gottorpský                |  |                         |                                            |  |  |  |  |  |  |  |                        |
|                                            |                                                    |  |                         |                                            |  |  |  |  |  |  |  |                        |
|                                            |                                                    |  |                         | Augusta Dánská                             |  |  |  |  |  |  |  |                        |
|                                            |                                                    |  |                         |                                            |  |  |  |  |  |  |  |                        |
|                                            | Žofie Augusta Holštýnsko-Gottorpská                |  |                         |                                            |  |  |  |  |  |  |  |                        |
|                                            |                                                    |  |                         |                                            |  |  |  |  |  |  |  |                        |
|                                            |                                                    |  |                         | Jan Jiří I. Saský                          |  |  |  |  |  |  |  |                        |
|                                            |                                                    |  |                         |                                            |  |  |  |  |  |  |  |                        |
|                                            | Marie Alžběta Saská                                |  |                         |                                            |  |  |  |  |  |  |  |                        |
|                                            |                                                    |  |                         |                                            |  |  |  |  |  |  |  |                        |
|                                            |                                                    |  |                         | Magdalena Sibylla Pruská                   |  |  |  |  |  |  |  |                        |
|                                            |                                                    |  |                         |                                            |  |  |  |  |  |  |  |                        |